# Krull (film)
Krull (ang. Krull) – brytyjsko-amerykański film fantasy z 1983 roku w reż. Petera Yatesa.

## Opis fabuły
Krull to planeta opanowana przez Bestię i jej rycerzy podróżujących statkiem kosmicznym – olbrzymią górą zwaną "Czarną Fortecą". Na Krull znajdują się dwa rywalizujące ze sobą królestwa, których władcy wobec niebezpieczeństwa Bestii postanawiają połączyć swoje państwa za pomocą związku małżeńskiego ich dzieci – księcia Colwyna i księżniczki Lyssy. W dniu zaślubin na pałac w którym odbywa się ceremonia napadają wojownicy Bestii. Zabijają obydwu władców i porywają księżniczkę. Bestia znając proroctwo które głosi, że zrodzony przez nią syn będzie władcą galaktyki, próbuje zmusić do ślubu więzioną w "Czarnej Fortecy" Lyssę. Z masakry w pałacu uchodzi jednak z życiem lekko ranny Colwyn. Ponieważ zaślubiny się odbyły, a ojcowie młodych nie żyją, teraz on jest prawowitym władcą obydwu królestw. Przy pomocy starego wróża i jasnowidza Ynyra postanawia odzyskać ukochaną Lyssę. Ynyr zaprowadza Colwyna do groty gdzie ukryta jest legendarna, prastara broń – rodzaj miotającej promienie, wirującej, wieloostrzowej gwiazdy (shuriken). Nie mając wojska udają się do "ludzi z gór" – gromady wolno żyjących szlachetnych awanturników, którzy w zamian za amnestię i w imię dobra zgadzają się przyłączyć do walki z Bestią. Dzięki informacjom wróżki Elspeth, niespełnionej miłości Ynyra, udają się na "Żelazną Pustynię", gdzie akurat wylądowała "Czarna Forteca", przemieszczająca się za pomocą teleportacji. Po wielu trudach i pomimo ofiar (ginie Ynyr i większość "ludzi z gór") wewnątrz "Czarnej Fortecy" dochodzi w końcu do finałowego pojedynku Colwyna z Bestią. Dzięki męstwu młodego księcia i jego miłości do Lyssy, cudownej broni z groty i piaskowi życia od Elspeth, Bestia zostaje pokonana, a sama forteca zniszczona.

## Główne role
- Ken Marshall jako książę Colwyn
- Lysette Anthony jako księżniczka Lyssa
- Freddie Jones jako Ynyr
- Francesca Annis jako Elspeth
- Alun Armstrong jako Torquil, przywódca "ludzi z gór"
- Todd Carty jako Oswyn, "człowiek z gór"
- Liam Neeson jako Kegan, "człowiek z gór"
- David Battley jako mag Ergo
- Bernard Bresslaw jako cyklop Rell
- Robbie Coltrane jako Rhun, "człowiek z gór"
- John Welsh jako prorok Emerald
- Graham McGrath jako Titch, uczeń Emeralda
- Tony Church jako Turold
- Bernard Archard jako Eirig
- Belinda Mayne jako Vella
- Dicken Ashworth jako Bardolph
- Clare McIntyre jako Merith
- Bronco McLoughlin jako Nennog
- Andy Bradford jako Darro
- Gerard Naprous jako Quain
- Bill Weston jako Menno

## Wpływy kulturowe
- W 1983 pod tytułem i w oparciu o fabułę Krulla powstała gra planszowa i komputerowa, powieść Alana Deana Fostera i komiks wydawnictwa Marvel. Wszystkie one bazowały na licencji producentów filmu i były elementem szeroko zakrojonej kampanii promocyjnej obrazu.